# Herbari

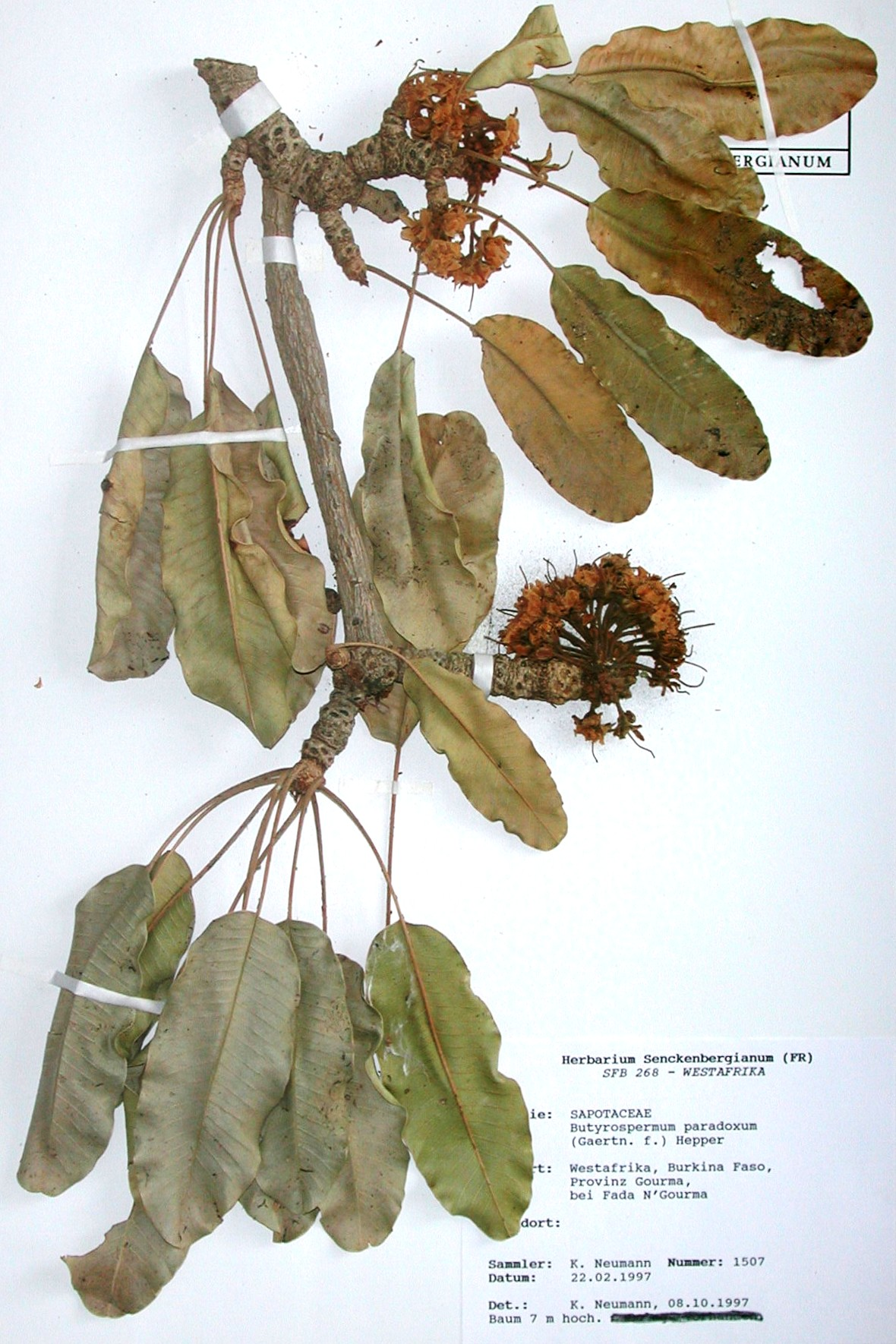
Exemplar d'herbari de Vitellaria paradoxa adequadament fixat en un full de paper, amb una etiqueta d'identificació

En botànica, un herbari és una col·lecció d'espècimens de plantes, o parts de plantes, preservades, dessecades, identificades i acompanyades d'informació crítica sobre el lloc de col·lecció, nom vulgar i usos. Aquesta col·lecció, en general, representa la flora, o patrimoni vegetal, d'un territori concret. També es coneix com a herbari l'espai on es troba aquesta col·lecció.
Sobre el material vegetal dipositat als herbaris es fonamenta una part important de la investigació botànica, sobretot aquella referida a la taxonomia, encara que també és útil per a estudis florístics, biogeogràfics i, fins i tot, moleculars. El material de l'herbari és el testimoni de les cites de plantes, de les descripcions de les mateixes i dels materials utilitzats per a proposar nous tàxons. El tipus nomenclatural de cada espècie de planta (és a dir, el material sobre el qual dona origen a un nom nou) és, en la majoria dels casos, una planta seca, dipositada i conservada en un herbari.
Aquest concepte d'herbari és relativament modern. De fet, als segles xv i xvi, la paraula "herbari" tenia una doble accepció diferent de les actuals. En primer lloc, s'utilitzava per a designar un llibre en el qual s'enumeraven, descrivien i il·lustraven, principalment, plantes medicinals i els seus usos. En segon lloc, també s'utilitzava el terme "herbari" per a referir-se a un conjunt de plantes vives el propòsit del qual era l'estudi o l'ensenyament de la botànica.

## El concepte d'herbari durant l'edat mitjana

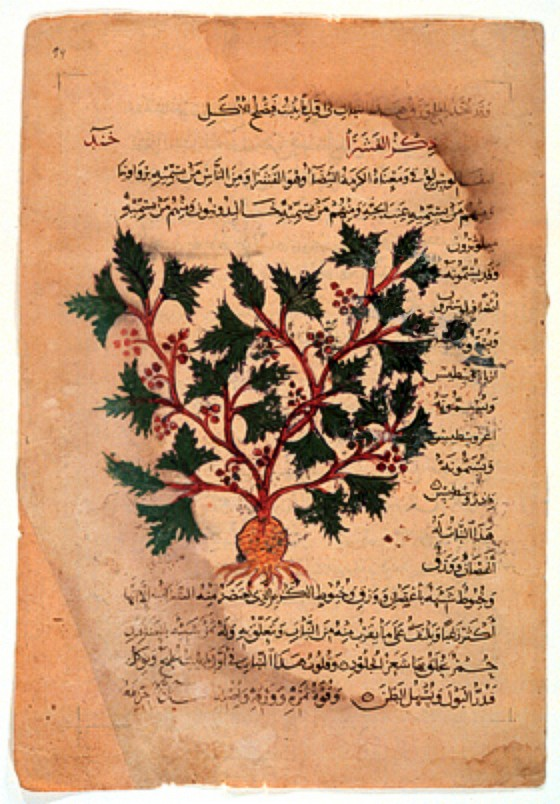
Còpia àrab del de De Materia Medica de Dioscòrides

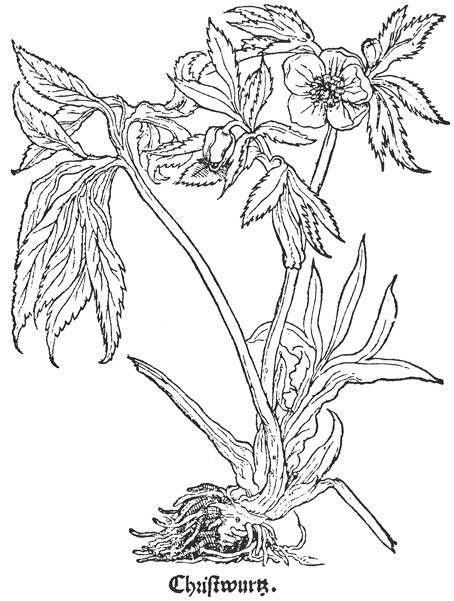
Il·lustració dHelleborus niger al llibre Herbarium vivae Eicones d'Otto Brunfels

Durant l'edat mitjana la paraula «herbari» es referia a un llibre de botànica, específicament relacionat amb les plantes medicinals, on s'enumeraven els productes naturals produïts per les plantes, rarament dels animals i minerals, amb valor terapèutic. Era un llibre de medicaments simples, integrats per un únic component, procedents de la natura, especialment de les plantes.
Durant el període manuscrit, abans de la invenció de la impremta, els escrits s'il·lustraven per fer-los més intel·ligibles, i amb aquesta finalitat s'acompanyaven els texts amb il·lustracions acolorades. No obstant això, els successius copistes anaven afegint distorsions de forma progressiva (això va succeir al llarg de mil anys), de manera que les il·lustracions, en comptes de resultar d'ajuda, s'acabaven convertint en un obstacle per la claredat i precisió de les descripcions. Per altra banda, aquells autors que van renunciar a incorporar il·lustracions als seus textos, van comprovar que les descripcions eren insuficients per a permetre el reconeixement i identificació de les espècies en qüestió, especialment tenint en compte que les mateixes plantes rebien noms diferents segons el lloc i el llenguatge botànic no estava desenvolupat. Això va provocar que molts autors renunciessin també a descriure les seves plantes i es conformessin a enumerar tots els noms que coneixien de cada planta (els seus sinònims), així com les malalties per les quals resultaven beneficioses.
Durant aquest procés de copiat, els textos originals van anar variant de mica en mica a causa de traduccions, interpolacions de nous textos, influències del món àrab, jueu o romà d'Orient, fins al punt que, a partir d'uns quants texts originals, la varietat de textos resultants al final de l'edat mitjana, a l'època del naixement de la impremta, era molt gran. La informació d'un herbari s'ordenava d'una forma molt semblant en tots ells, amb major o menor extensió: el nom de la planta, una llista dels seus sinònims, la descripció de les seves característiques, la seva distribució geogràfica i el seu hàbitat, l'enumeració dels primers autors que han citat la planta, les seves propietats curatives, la manera de recol·lectar-la i preparar-la, una llista de medicaments que es poden preparar amb ella, les malalties que cura i, per acabar, les principals contraindicacions. En el cas dels herbaris il·lustrats, la imatge de la planta acostumava a precedir la informació escrita.
L'estudi empíric de les plantes de cada país i de les exòtiques, portades pels exploradors europeus i cultivades als jardins, va començar de nou, i es van començar a publicar tractats i catàlegs que ja no es limitaven a reproduir o simplement comentar l'obra dels antics, sinó que, comprovada la insuficiència dels catàlegs antics, buscaven obtenir i presentar un coneixement el més exhaustiu possible de la diversitat de les plantes. L'esquema classificatori va seguir sent, en aquest període, deutor del de Teofrast. A principis del segle xvi, un grup de botànics centreeuropeus van interessar-se particularment per les qualitats curatives de les plantes i es van esforçar a dibuixar i descriure amb fidelitat les plantes que creixien a la seva terra natal, que van publicar en llibres «sobre herbes» o «herbaris», de manera que se'ls coneix com a «herboristes». Aquests herbaris, que contenien un llistat i descripció de nombroses herbes, les seves propietats i virtuts, particularment referides a la seva utilització com a plantes medicinals, van tenir la virtut de suplementar i, més tard, reemplaçar el coneixement transmès oralment. Els primers herbaris d'aquest estil proveïen només informació sobre les propietats medicinals, reals o imaginàries, d'un grup de plantes.
En la història de l'herbari medieval, doncs, es poden apreciar dos períodes ben diferenciats, i que a grans trets coincideixen amb l'alta i la baixa edat mitjana. En el primer període, els herbaris tenien una font predominant, el tractat mèdic de Dioscòrides, De Materia Medica, redactat en grec el segle i. el qual es va disseminar en multitud de variants per tot Europa, fins a l'arribada de la impremta. A partir dels segles XII i XIII es compilen nous herbaris, aquest cop sota la poderosa influència de l'Escola Mèdica Salernitana, establerta a la ciutat italiana de Salern que també aprofitava la proximitat del monestir de Montecassino. Les influències de l'Imperi Romà d'Orient i del món àrab en la Itàlia meridional, van fer que aquesta ciutat es convertís en un centre internacional d'activitat mèdica amb influència en tot l'occident medieval cristià. Amb el pas del temps, aquests herbaris van anar incloent un nombre més gran d'espècies, molts d'elles mancades de valor medicinal però amb una descripció de certes característiques inusuals o ornamentals. El nombre de còpies d'aquests herbaris manuscrits han d'haver estat força limitats. La invenció de la impremta no només va permetre multiplicar la quantitat d'aquestes obres, sinó també la reproducció de dibuixos amb una major qualitat que la dels seus predecessors.

## Origen de l'herbari actual
Des de l'antiguitat, els botànics, particularment interessats en l'estudi de les plantes medicinals que eren anomenades «herbes», mantenien col·leccions representatives d'aquestes plantes, preparades i conservades amb la finalitat de tenir una referència. La paraula llatina herbarium per descriure col·leccions va ser introduïda o encunyada per Carl von Linné al segle xviii. Aquest és l'origen del terme herbari que, gràcies al botànic francès Joseph Pitton de Tournefort, s'utilitza d'una manera àmplia per descriure a qualsevol col·lecció d'espècimens vegetals preservats de forma permanent amb la finalitat de poder estudiar-los.
Es considera que el primer herbari del món va ser preparat a Itàlia per Luca Ghini, professor de Botànica a la Universitat de Bolonya, qui l'any 1551 va enganxar plantes seques sobre paper per a enviar-les per correu. El seu mètode, no molt diferent de l'actual, consistia a dessecar les plantes mitjançant la pressió exercida entre plecs de paper, permeten així la conservació de les mostres per al seu estudi posterior. La seva tècnica es va difondre més tard a la resta d'Europa i va adquirir una gran importància durant els segles xvii i XVIII, època en què es van realitzar exploracions a territoris llavors desconeguts pels europeus, amb l'objectiu de col·leccionar la quantitat més gran possible d'espècies noves. Com a resultat d'aquestes expedicions botàniques, es van descobrir un gran nombre de noves espècies, les que eren necessàries herboritzar per a un estudi posterior. D'aquesta manera es van crear els principals herbaris institucionals, associats a jardins botànics que gestionaven els recursos vegetals de les colònies. En l'actualitat existeixen centenars de grans herbaris que atresoren un immens arxiu vegetal que és el resultat - i a la vegada el testimoni científic - de la investigació en Botànica. S'han realitzat molts progressos en els materials, la conservació i la documentació dels herbaris, però la tècnica bàsica segueix sent similar a la creada per Ghini.
Als segles xvi i xvii els herbaris eren fonamentalment col·leccions privades, però després van començar a dipositar-se en llocs específicament establerts per a contenir milers d'exemplars. És per això que actualment s'inclou en el terme "herbari" també al lloc físic on es dipositen els exemplars. D'altra banda, també s'usa el terme "col·lecció" per al·ludir el conjunt d'exemplars de plantes seques i premsades.
En l'actualitat, la majoria dels països posseeixen herbaris nacionals i es creu que existeixen al voltant de 1800 herbaris públics al món, associats a universitats, museus o instituts d'investigació. Aquests herbaris guarden, principalment els petits, col·leccions de plantes superiors i, en menor proporció, espècimens de plantes inferiors. En canvi, herbaris com els de Kew, Nova York, París i Estocolm, mantenen col·leccions notables de fongs i líquens procedents de diverses parts del món. Les primeres mostres seques de fongs s'atribueixen al micòleg Christiaan Hendrik Persoon que va iniciar la seva col·lecció a principis del segle xix. Aquest valuós material es conserva avui a l'Herbari de Leiden, als Països Baixos. Els herbaris micològics de forma independent, és a dir, herbaris dedicats exclusivament a la conservació de col·leccions de fongs, són força recents. Entre els herbaris micològics de més àmplia trajectòria es troba el de Commonwealth Mycological Institute, a Kew, Surrey, Anglaterra, fundat l'any 1922 i la Col·lecció Nacional de Fongs del Departament d'Agricultura dels Estats Units a Beltsville, Washington, fundada el 1955.

## Objectius
Els herbaris són eines de primordial importància per a la taxonomia, entre altres raons perquè proveeixen el material comparatiu que és fonamental per descobrir o confirmar la identitat d'una nova espècie, o determinar si la mateixa és nova per la ciència, és a dir, que no ha estat descrita amb anterioritat. Addicionalment, els herbaris són essencials per realitzar investigacions en àrees tals com la sistemàtica, l'ecologia, l'evolució, la morfologia, l'anatomia, l'etnobotànica i per proveir materials de referència en jardineria i educació. Els herbaris són una font d'informació sobre les plantes i el medi que l'habiten i suposen en si mateixos un registre permanent de la biodiversitat.
Els objectius de l'herbari són: (a) emmagatzemar materials de referència. Per això cal la preservació dels exemplars i un tipus d'ordenació que faciliti la seva ubicació; (b) facilitar el seu ús per part dels investigadors. Per això requereix un sistema àgil de préstec, bescanvi i donació dels exemplars; (c) educar formalment i informal. L'herbari compleix el rol educatiu en l'àmbit acadèmic (tant universitari com preuniversitari) i en el no acadèmic mitjançant exhibicions, mostres, publicacions, cursos, xerrades, volants i visites guiades.

## Tipus d'herbaris i de col·leccions
Es poden identificar diferents tipus d'herbaris d'acord amb els espècimens que alberguen. Així, es denominen herbaris internacionals a aquells que presenten exemplars provinents de flors de tot el món, herbaris nacionals als quals mantenen espècimens d'un país específic, i, finalment, herbaris regionals i locals aquells que emmagatzemen exemplars d'una regió, o d'una àrea petita. Els herbaris d'ensenyament són aquells adscrits a una institució educativa i en el que els estudiants dipositen les seves pròpies col·leccions. Els herbaris d'investigació emmagatzemen espècimens que representen un camp específic del coneixement, com per exemple, plantes medicinals, maleses o plantes cultivades; famílies específiques, com per exemple Fabàcies o Asteràcies; o un determinat grup de vegetals, tals com plantes aquàtiques o briòfits.
Dins d'un herbari, a més a més de la col·lecció principal d'espècimens secs de plantes, també es poden trobar col·leccions de fruits i llavors, espècimens voluminosos, mostres de fusta, briòfits, fongs, fòssils i material vegetal conservat en líquids preservatius. Les il·lustracions, fotografies, còpies d'espècimens, com també els preparats microscòpics, formen també part de les col·leccions dels herbaris.

## Descripció
Un herbari és una col·lecció de plantes seques, premsades, enganxades amb goma i paper en cartolines. Fongs, líquens i briòfits es conserven en sobres de paper o en caixetes de cartró. Cada exemplar posseeix una etiqueta amb dades de gran interès biològic, que els botànics i altres professionals afins poden consultar. A més a més, un herbari pot posseir espècimens en líquid preservatiu, col·leccions de fruits i llavors seques, fustes, fongs i altres organismes fràgils liofilitzats. Quan un herbari compta amb centenars, milers o milions d'aquests espècimens, la informació que conté és una font primària de coneixement per estudis taxonòmics, ecològics, ambientals i etnobotànics.
Aquestes plantes es conserven durant molt de temps, i constitueixen un banc d'informació que representa la flora o vegetació d'una regió determinada en un espai reduït. Per això, convé conèixer i seguir unes pautes bàsiques.

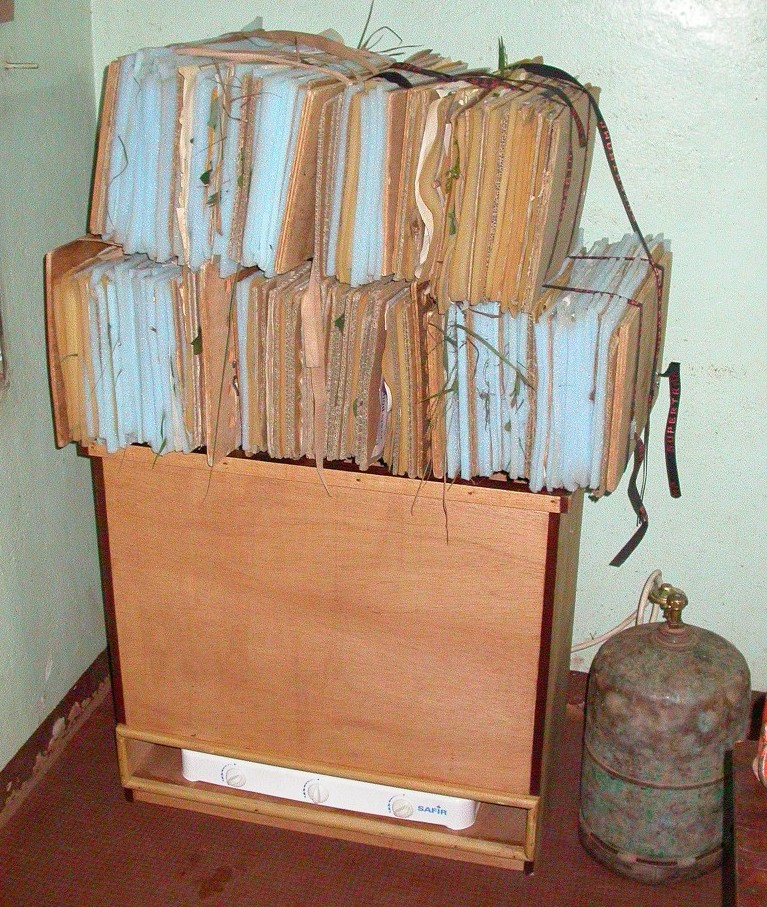
Assecat d'espècimens en un herbari de Burkina Faso

Aquests espècimens s'utilitzen amb freqüència com a material de referència per definir el tàxon d'una planta, perquè contenen els holotips per a aquestes plantes.

### Col·lecció d'exemplars
Un espècimen o exemplar d'herbari és el document permanent d'una espècie, varietat d'una espècie o població que existeix en un determinat temps i lloc. El valor i ús futur d'un espècimen depèn en gran manera de la cura amb què el col·lector selecciona, col·lecta i prepara els espècimens.
Un cop en el lloc de col·lecta, es procedeix a la recol·lecció dels espècimens. És convenient seleccionar materials vigorosos, evitant que estiguin malalts, danyats per insectes o menjats per altres animals. Els espècimens han de ser típics, és a dir, representatius de l'espècie, però també han de col·lectar-se plantes que exhibeixin tot el rang de variació de la població. Arrels, bulbs o qualsevol part subterrània de la planta han de ser extretes amb cura, tractant de remoure la terra que hi quedi adherida. És preferible col·lectar espècimens amb flors i amb fruits, ja que sovint són necessaris per a la futura determinació de l'exemplar. És sempre convenient col·lectar duplicats del material (per exemple, si és un arbust, es col·lecten diverses branques), excepte en el cas de plantes rares o protegides, perquè després es pugui realitzar intercanvi d'exemplars amb altres herbaris o per enviar l'exemplar com a donació a algun especialista que l'identifiqui. Si s'està col·lectant material per estudis citològics (plançons, àpex d'arrels), anatòmics (òrgans vegetals), moleculars (fulles), etc. sempre s'ha de col·lectar l'exemplar o part de l'exemplar del qual es pren la mostra, que servirà de testimoni. S'han de col·lectar tantes plantes com sigui possible, sense deixar de banda les plantes poc vistoses o difícils d'identificar.

### Documentació
Un cop col·leccionades les plantes al camp, es confecciona una etiqueta, on s'escriu la quantitat més gran de dades possibles de l'exemplar i del lloc de recol·lecció, tals com: nom científic, nom vulgar, família a la qual pertany, localitat de recol·lecció (país, província, departament, lloc exacte), latitud, longitud, data, col·lector, dades de la vegetació circumdant, dades del lloc on creix, color de la planta, flor i fruit, olor, insectes relacionats amb la planta. A més a més, es registra qualsevol altra dada que el col·leccionista consideri rellevant i que no es podrà observar amb posterioritat, com per exemple, la mida i aspecte de la planta sencera (si només es va agafar un tros), l'hàbit (si és rastrera, enfiladissa, bulbosa), la seva abundància relativa, l'estat fenològic (si té fulles per a les plantes de fulla caduca, estat de la floració, fructificació, etc.), dades d'ús i noms vulgar obtinguts de la gent del lloc.

### El procés d'herborització
Premsat
Per preparar una planta col·lectada al camp i destinada a l'herbari és necessari assecar-la i deshidratar-la sota pressió el més ràpid possible. Aquest procés es du a terme mitjançant el premsat. Una premsa de camp senzilla consta de dos taulells sòlids units per cargols o corretges, entre els que s'introdueixen els plecs de paper que contenen les planes, separats per coixinets absorbents. Les plantes s'estiren i s'acomoden sobre el full de paper en el qual es premsaran, procurant que els seus òrgans tinguin una disposició semblant a la que tenien en viu. Si l'exemplar és gran es pot doblegar sobre el plec mentre és fresc. Es comença per col·locar la part superior de la planta en paral·lel a l'eix major del rectangle del paper. Arribant a la base d'aquest es doblega la tija de la planta, en un angle agut, fent arribar a la part superior del paper altre cop la tija i doblegant-la de nou, repetint l'operació tantes vegades com sigui necessari. Aquest plec en zig-zag és el més convenient perquè les plantes no es trenquin, s'ajustin a la mida del paper i no sobresortin per les vores. Les fulles de les plantes han d'estar sempre estirades, unes mostrant l'anvers i altres el revers, per apreciar les característiques d'ambdues cares. Els fulls de paper que continguin els exemplars se separen sobre el paper amb coixinets absorbents, o bé un grup de fulls de diari. D'aquesta manera, no és necessari assecar les plantes dels plecs on tan curosament s'han col·locat, sinó que es reemplacen els coixinets humits per altres secs quan sigui necessari.
Etiquetatge
Una vegada les plantes estan premsades, seques i determinades es procedeix a guardar-les a l'herbari. Cada exemplar ha de portar una llegenda en una etiqueta en la qual constin les següents dades: nom de l'espècie, dades sobre les preferències ecològiques de l'espècimen, lloc on es va recollir, especificant les seves característiques topogràfiques, altitud, coordenades UTM, ciutat o poble més proper, i província; data de l'herborització; nom del recol·lector precedit de legit (s'abreuja leg.) i número d'ordre de la planta en el seu inventari; nom del responsable de la identificació de l'espècie (s'anteposa determinavit (s'abreuja det.) al nom del botànic que va fer la identificació.
Conservació i muntatge

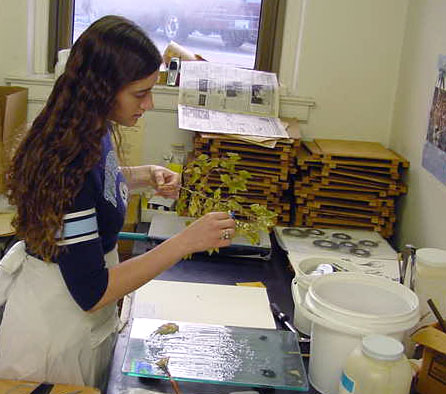
Preparació d'un espècimen per a muntar-lo en un full de paper

Un dels mètodes per conservar els exemplars d'herbari és el de congelar els espècimens secs durant 4 dies a -32 °C de tal manera que es matin tots els insectes, larves i depredadors que poguessin destruir-los.
El muntatge consisteix a fixar l'exemplar o exemplars en un suport definitiu juntament amb la seva etiqueta. Hi ha diversos mètodes. El més senzill consisteix a fixar les plantes mitjançant tiretes d'adhesiu de tela (esparadrap o similar), sobre una cartolina o paper gruixut, de color blanc i mida estàndard internacional (23,5 cm x 39 cm). En primer lloc s'enganxa l'etiqueta a l'angle inferior dret del plec. A continuació es disposa la planta (o les plantes) en una posició el més natural possible i se subjecten per aquelles parts que no importi tapar, mai per la base de les fulles o tocant les flors, excepte si aquestes són molt grans, sinó pel centre dels entrenusos, pedicels i peduncles. Quan les plantes són molt petites es munten una o dues i la resta es posa en un sobre de paper, que es fixarà amb cola prop del centre de la cartolina. Les parts que s'hagin desprès o es puguin desprendre, com ara flors soltes, fulles o llavors, es posen també en un sobre de paper que s'enganxarà preferentment a prop de l'angle superior dret del plec. L'exemplar així muntat es guarda en un plec doble de paper fi (anomenat camisa), en la vora inferior del qual s'anotarà a llapis la família i l'espècie. Una altra possibilitat és enganxar sobre la vora de la cartolina un full de paper fi i translúcid.
Emmagatzematge i ordenació

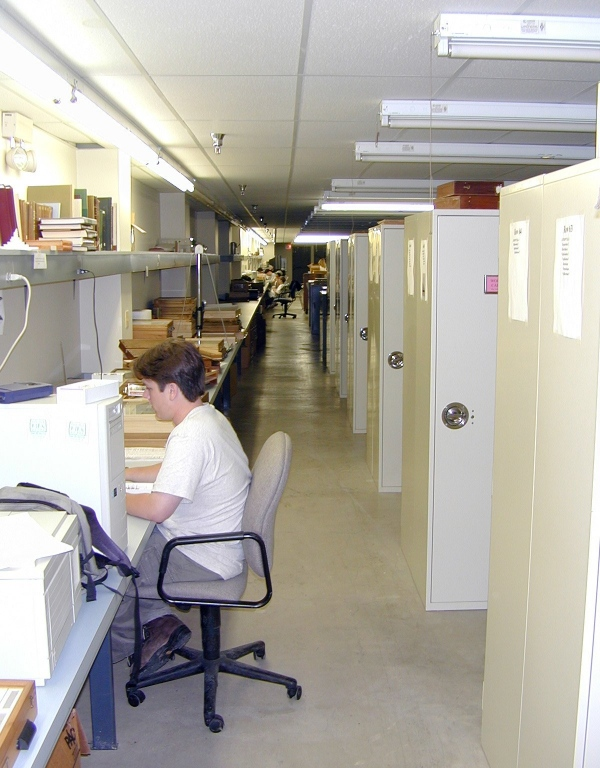
Els grans herbaris tenen milers d'exemplars guardats convenientment en caixes i armaris.

Els plecs han de resguardar-se de la pols, de la humitat, de la llum directa i dels insectes. Als exemplars se'ls atorga un número d'ingrés a la col·lecció, es protegeix cada plec amb una camisa de paper consistent, i tots els plecs d'una mateixa subespècie, espècie, secció o gènere, es guarden entre dos forts cartrons que es lliguen amb una cinta. Un o diversos paquets de plecs, depenent del seu volum, es guarden en caixes de cartró amb el contingut degudament identificat en un lloc accessible i fàcil de llegir. Aquests es col·loquen en un armari metàl·lic de tancament hermètic que permeten emmagatzemar-los en grans quantitats, en un mínim espai i a humitat constant. De la mateixa manera, el tancament hermètic impedeix la infestació dels materials de l'herbari per insectes, els que podrien acabar en poc temps amb tots els exemplars. Sovint, les portes de l'armari presenten un espai on es pot col·locar insecticides o boles de naftalina.
Hi ha tres criteris bàsics per classificar i ordenar els materials d'un herbari. Un primer criteri, anomenat taxonòmic, ordena els exemplars segons la seva classificació biològica, el que permet comparar espècies i gèneres propers per identificar un exemplar nou. Un segon criteri, de caràcter geogràfic, agrupa els exemplars segons la seva procedència, el qual és de rellevància en el cas d'herbaris d'àmbit geogràfic mundial. Finalment, els exemplars també poden ordenar-se, simplement, per ordre alfabètic; el que permet un accés ràpid a cada un d'ells.

## Els herbaris més grans del món

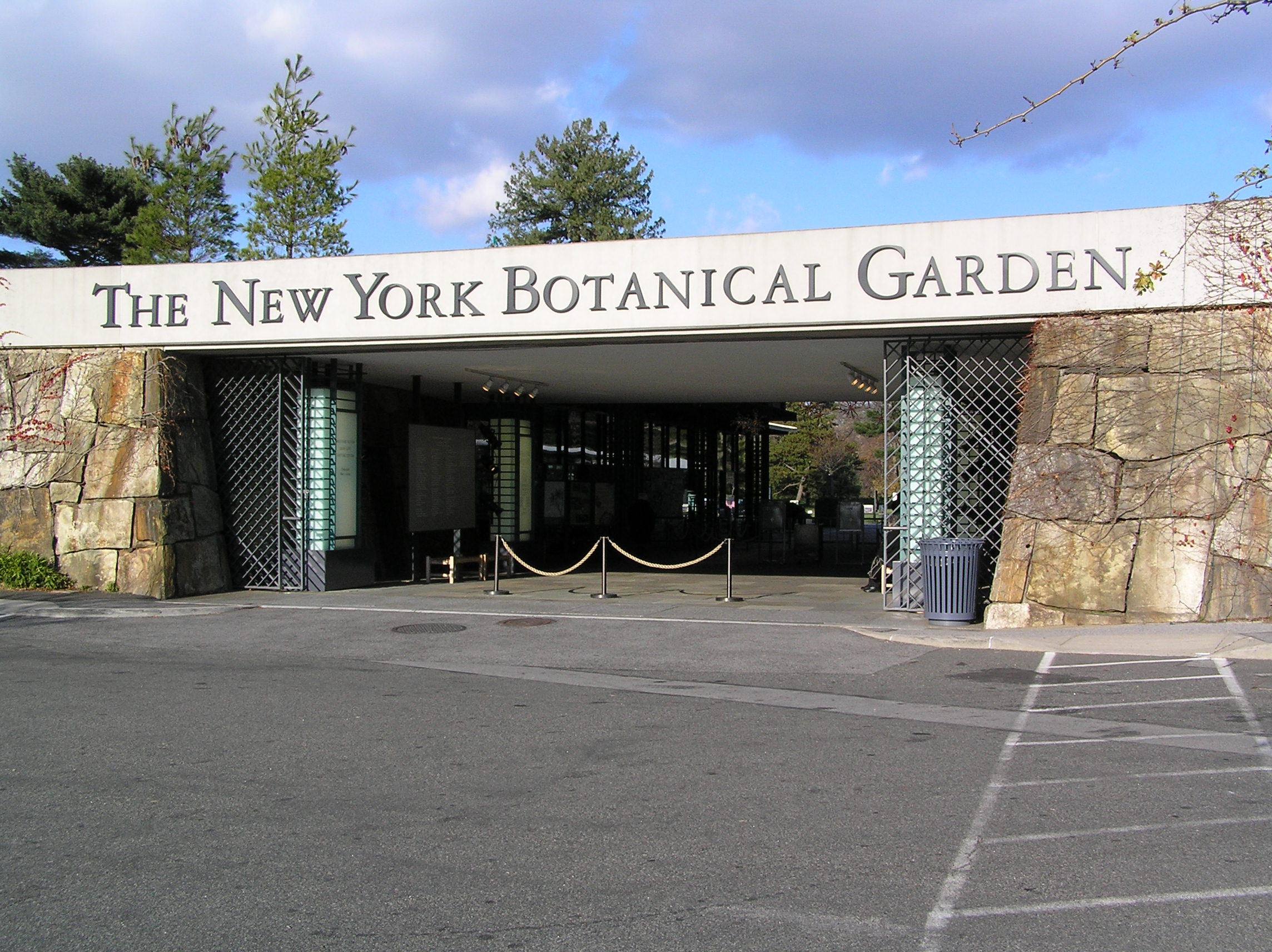
Entrada principal del Jardí Botànic de Nova York (Bronx, Nova York, Estats Units), on es troba un dels principals herbaris del món, el qual allotja 8 milions d'exemplars.

Existeixen més de 3.300 herbaris públics al món, els quals contenen uns 270 milions de plantes seques i premsades, que representen a més a més de les 250.000 espècies de plantes vasculars conegudes fins al moment, moltes altres encara no identificades. Tota la informació respecte a aquests herbaris es troba a l'Index herbariorum, obra en la qual a cada herbari se'l designa amb una sigla particular a més a més de proveir informació addicional sobre l'adreça de cada herbari, el nombre d'exemplars que posseeix, el nom dels principals especialistes que hi treballen i el nom dels principals col·lectors.
L'herbari amb el nombre més gran d'espècimens és el del Museu Nacional d'Història Natural de França (P) (París, França) amb aproximadament nou milions. El segueixen el del Jardí Botànic de Nova York (NY) (Bronx, Nova York, Estats Units) i el del Jardí Botànic de l'Institut Botànic V.L. Komarov (LE) (Sant Petersburg, Rússia) amb 8 milions d'exemplars; l'herbari del Reial Jardí Botànic de Kew (K) (Kew, Regne Unit) amb 6 milions, i amb nombres decreixents els herbaris del Conservatori i Jardí Botànic de Ginebra (G) (Ginebra, Suïssa), el del Jardí Botànic de Missouri (MO) (Saint Louis, Missouri, Estats Units), el del Museu d'Història Natural de Londres (BM) (Londres, Regne Unit), l'Herbari de la Universitat Harvard (HUH) (Cambridge, Massachusetts, Estats Units d'Amèrica), el del Museu Suec d'Història Natural (S) (Estocolm, Suècia) i l'Herbari Nacional dels Estats Units, Institut Smithsonià (US) (Washington D. C., Estats Units). En el seu conjunt, els herbaris dels Estats Units d'Amèrica reuneixen el nombre més gran d'exemplars no tipus (el nombre més gran d'exemplars tipus es troba a l'herbari W a Viena, Àustria), i el segueix França, Rússia, el Regne Unit, Suècia i Alemanya.

## Anàlisis moleculars de l'ADN sobre exemplars d'herbari
Tot i que l'ADN dels espècimens històrics és difícil d'extreure i no aporta mostres d'ADN de bona qualitat, s'han desenvolupat mètodes d'extracció ràpids, confiables i que asseguren mostres d'ADN d'alta qualitat provinents d'exemplars d'herbari de més de 60 anys (i fins i tot més de 200), tant de plantes superiors, com de fons i líquens.
Les anàlisis moleculars d'ADN d'exemplars d'herbari permeten comparar la distribució i variabilitat genètica d'espècies rares o amenaçades en èpoques històriques amb la distribució i variabilitat actual.

## Herbari virtual
Un herbari virtual és una pàgina web fonamentada en una col·lecció d'imatges digitals de plantes preservades o de parts de plantes, així també com d'exemplars en condicions naturals les que, sovint, s'acompanyen amb imatges escanejades d'exemplars frescos. Cada espècimen virtual està acompanyat d'informació sobre el lloc i data de col·lecció, autor, el nom científic correcte, el nom comú i, en general, amb informació de les espècies associades i preferències ecològiques. La consulta de les espècies que es troben en aquests herbaris pot realitzar-se tant pel nom científic, com pel nom vulgar. Els herbaris virtuals van néixer com una eina de consulta gratuïta a disposició de tots aquells que vulguin conèixer les diferents plantes d'una determinada regió, la seva ecologia, distribució, nomenclatura, taxonomia, i està dirigida a estudis científics, organismes públics, grups ecologistes, associacions vinculades a la natura, o simplement, a aquells que vulguin identificar les plantes a través de les seves fotografies.